# Solieria varipes
Solieria varipes är en tvåvingeart som först beskrevs av Jean Pierre Omer Anne Édouard Perris 1852.  Solieria varipes ingår i släktet Solieria och familjen parasitflugor.
Artens utbredningsområde är Frankrike. Inga underarter finns listade i Catalogue of Life.